# La hermandad
The Brethren es una novela del escritor estadounidense John Grisham, publicada en el año 2000.

## Sinopsis
Tres exjueces han sido encarcelados en la prisión de Trumble. Son conocidos como "la hermandad" y cada día se reúnen en la biblioteca de la cárcel para trabajar en los casos de los internos mientras planean una gran estafa por medio del correo.